# El grito de las mariposas
El grito de las mariposas es una serie de televisión por internet hispanoamericana de drama histórico, creada por Juan Pablo Buscarini para Star+ y su equivalente de fuera de Latinoamérica, el hub Star de Disney+. Está protagonizada por Sandy Hernández, Alina Robert, Camila Issa y Essined Aponte. Se estrenó en ambas plataformas el 8 de marzo de 2023.

## Trama
La serie cuenta la vida de la abogada dominicana Minerva Mirabal (Sandy Hernández) durante la dictadura de Rafael Leónidas Trujillo, y los eventos que condujeron a su ejecución el 25 de noviembre de 1960 junto a sus hermanas Patria (Alina Robert) y María Teresa (Camila Issa), cuyas consecuencias contribuyeron al final de la dictadura.

## Reparto[1]
- Sandy Hernández como Minerva Mirabal
- Alina Robert como Patria Mirabal
- Camila Issa como María Teresa Mirabal
- Essined Aponte como Bélgica Adela "Dedé" Mirabal
- Belén Rueda como Pilar Macías
- Susana Abaitua como Arantxa Garmendia
- Willy Toledo como Asier Oyamburu
- Mercedes Sampietro como Arantxa Oyamburu
- Héctor Noas como Petan Trujillo
- Luis Alberto García como Rafael Leónidas Trujillo

## Capítulos
| N.º | Título                       | Dirigido por                                                    | Escrito por | Fecha de lanzamiento original |
| --- | ---------------------------- | --------------------------------------------------------------- | --- | ----------------------------- |
| 1   | «Bailando con el diablo»     | Mariano Hueter y Leandro Ipiña Dirección Trama 1999: Inés París | Guión original: Ricardo Rodríguez, Juan Pablo Buscarini y Azucena Rodríguez Guión: Gabriel Nicoli, Juan Matías Carballo y Pablo E. Bossi | 8 de marzo de 2023            |
| 2   | «Dos caminos»                | Leandro Ipiña y Mariano Hueter Dirección Trama 1999: Inés París | Guión original: Ricardo Rodríguez, Juan Pablo Buscarini y Azucena Rodríguez Guión: Gabriel Nicoli, Juan Matías Carballo y Pablo E. Bossi | 8 de marzo de 2023            |
| 3   | «La prueba»                  | Mariano Hueter y Leandro Ipiña Dirección Trama 1999: Inés París | Guión original: Ricardo Rodríguez, Juan Pablo Buscarini y Azucena Rodríguez Guión: Gabriel Nicoli, Juan Matías Carballo y Pablo E. Bossi | 8 de marzo de 2023            |
| 4   | «Reencuentro y desencuentro» | Leandro Ipiña y Mariano Hueter Dirección Trama 1999: Inés París | Guión original: Ricardo Rodríguez, Juan Pablo Buscarini y Azucena Rodríguez Guión: Gabriel Nicoli, Juan Matías Carballo y Pablo E. Bossi | 8 de marzo de 2023            |
| 5   | «El precio de los sueños»    | Mariano Hueter y Leandro Ipiña Dirección Trama 1999: Inés París | Guión original: Ricardo Rodríguez, Juan Pablo Buscarini y Azucena Rodríguez Guión: Gabriel Nicoli, Juan Matías Carballo y Pablo E. Bossi | 8 de marzo de 2023            |
| 6   | «Perejil»                    | Leandro Ipiña y Mariano Hueter Dirección Trama 1999: Inés París | Guión original: Ricardo Rodríguez, Juan Pablo Buscarini y Azucena Rodríguez Guión: Gabriel Nicoli, Juan Matías Carballo y Pablo E. Bossi | 8 de marzo de 2023            |
| 7   | «Serás gipsy»                | Mariano Hueter y Leandro Ipiña Dirección Trama 1999: Inés París | Guión original: Ricardo Rodríguez, Juan Pablo Buscarini y Azucena Rodríguez Guión: Gabriel Nicoli, Juan Matías Carballo y Pablo E. Bossi | 8 de marzo de 2023            |
| 8   | «El momento de la verdad»    | Leandro Ipiña y Mariano Hueter Dirección Trama 1999: Inés París | Guión original: Ricardo Rodríguez, Juan Pablo Buscarini y Azucena Rodríguez Guión: Gabriel Nicoli, Juan Matías Carballo y Pablo E. Bossi | 8 de marzo de 2023            |
| 9   | «Traigan a Johnny Abbes»     | Mariano Hueter y Leandro Ipiña Dirección Trama 1999: Inés París | Guión original: Ricardo Rodríguez, Juan Pablo Buscarini y Azucena Rodríguez Guión: Gabriel Nicoli, Juan Matías Carballo y Pablo E. Bossi | 8 de marzo de 2023            |
| 10  | «Que nos entierren parados»  | Leandro Ipiña y Mariano Hueter Dirección Trama 1999: Inés París | Guión original: Ricardo Rodríguez, Juan Pablo Buscarini y Azucena Rodríguez Guión: Gabriel Nicoli, Juan Matías Carballo y Pablo E. Bossi | 8 de marzo de 2023            |
| 11  | «14 de junio»                | Mariano Hueter y Leandro Ipiña Dirección Trama 1999: Inés París | Guión original: Ricardo Rodríguez, Juan Pablo Buscarini y Azucena Rodríguez Guión: Gabriel Nicoli, Juan Matías Carballo y Pablo E. Bossi | 8 de marzo de 2023            |
| 12  | «Que parezca un accidente»   | Leandro Ipiña y Mariano Hueter Dirección Trama 1999: Inés París | Guión original: Ricardo Rodríguez, Juan Pablo Buscarini y Azucena Rodríguez Guión: Gabriel Nicoli, Juan Matías Carballo y Pablo E. Bossi | 8 de marzo de 2023            |
| 13  | «Matar o morir»              | Mariano Hueter y Leandro Ipiña Dirección Trama 1999: Inés París | Guión original: Ricardo Rodríguez, Juan Pablo Buscarini y Azucena Rodríguez Guión: Gabriel Nicoli, Juan Matías Carballo y Pablo E. Bossi | 8 de marzo de 2023            |

## Producción
El grito de las mariposas fue creada por el director y productor argentino Juan Pablo Buscarini, quien también ejerce de showrunner. Fue producida por las productoras argentinas Mediabyte y Pampa Films (propiedad de Buscarini), junto a las productoras españolas Gloriamundo Producciones y Tandem Films. La actriz dominicana Sandy Hernández fue elegida como la intérprete de Minerva Mirabal. El rodaje comenzó el 2 de agosto de 2021 en Bogotá, Colombia.

## Lanzamiento
El 7 de febrero de 2023, Star+ y Disney+ sacaron el tráiler de la serie y anunciaron que se estrenaría el 8 de marzo de 2023, coincidiendo con el Día Internacional de la Mujer.

## Reconocimientos
| Año  | Premiación         | Categoría                                                              | Nominado(s)                    | Resultado | Ref.  |
| ---- | ------------------ | ---------------------------------------------------------------------- | ------------------------------ | --------- | ----- |
| 2023 | Premios Produ      | Mejor serie dramática                                                  | El grito de las mariposas      | Ganadora  | [ 7 ] |
| 2023 | Premios Produ      | Mejor actor principal - Serie y miniserie histórica, política, social  | Luis Alberto García            | Ganadora  | [ 7 ] |
| 2023 | Premios Produ      | Mejor actriz principal - Serie y miniserie histórica, política, social | Sandy Hernández                | Nominado  | [ 7 ] |
| 2023 | Premios Produ      | Mejor actriz principal - Serie y miniserie histórica, política, social | Susana Abaitua                 | Nominado  | [ 7 ] |
| 2023 | Premios Produ      | Mejor actor de reparto - Serie y miniserie                             | Héctor Noas                    | Nominado  | [ 7 ] |
| 2023 | Premios Produ      | Mejor dirección - Serie y miniserie comedia, comedia dramática y drama | Mariano Hueter y Leandro Ipiña | Ganadora  | [ 7 ] |
| 2023 | Premios Produ      | Mejor showrunner - drama                                               | Juan Pablo Buscarini           | Ganadora  | [ 7 ] |
| 2023 | Premios Produ      | Mejor recreación de época                                              | César Montoya y Rosita Cabral  | Nominado  | [ 7 ] |
| 2024 | Premios Argentores | Mejor serie                                                            | El grito de las mariposas'     | Ganador   | [ 8 ] |